# Parrya nudicaulis
Parrya nudicaulis är en korsblommig växtart som först beskrevs av Carl von Linné, och fick sitt nu gällande namn av Eduard August von Regel. Parrya nudicaulis ingår i släktet Parrya och familjen korsblommiga växter. Inga underarter finns listade i Catalogue of Life.